# ダルトン・タンゲランギ
ダルトン・エマニ・マカマウ・タンゲランギ
（ニウエ語: Dalton Emani Makamau Tagelagi、1968年6月5日 - ）は、ニウエの政治家で、2020年6月より首相を務めている。姓はタゲラギとも表記される。
タンゲランギは、1976年から1993年までニウエ立法議会議長を務めたサム・パタ・エマニ・タンゲランギの息子である。グラスゴーで開催された2014年コモンウェルスゲームズではニウエ代表としてローンボウルズに出場し、ゴールドコーストで開催された2018年コモンウェルスゲームズでも再び出場した。

## 政治経歴

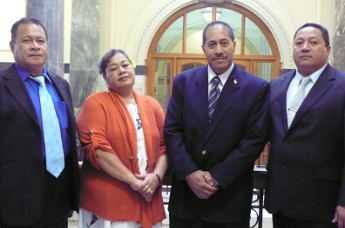
2012年8月、他の国会議員とともにニュージーランド議会を訪問したときのタンゲランギ

タンゲランギは2008年のニウエ総選挙でニウエ議員に初当選。続く2014年のニウエ総選挙ではインフラ大臣に任命された。2017年のニウエ総選挙で彼は再選を果たし、当選後、環境天然資源農林水産大臣として奉職。
2020年のニウエ総選挙でも再選され、2020年6月11日にニウエ立法議会における首相選出選挙でオラブ・ヤコブセンを13票対7票で破り、首相に選出された。
タンゲランギは太平洋経済緊密化拡大協定（PACER Plus）の交渉に当たった貿易大臣であり、首相在任中に政府はPACER Plus地域貿易協定を批准した。2023年5月9日、立法議会の首相選出選挙でヤコブセンを16票対4票で破り、首相に再選。